# Kazimierz Cap
Kazimierz Cap (ur. 10 marca 1927 w Sąsiadowicach, zm. 9 maja 1973) – polski rolnik i działacz ludowy, poseł na Sejm PRL V kadencji.

## Życiorys
Syn Józefa. Uzyskał wykształcenie średnie niepełne, z zawodu rolnik. Był prezesem Koła Zjednoczonego Stronnictwa Ludowego w Proszkowicach. Pełnił także funkcje sekretarza i następnie prezesa Gromadzkiego Komitetu ZSL. W 1955 został prezesem Komitetu Powiatowego ZSL i zasiadł także w prezydium Wojewódzkiego Komitetu partii. W 1969 uzyskał mandat posła na Sejm PRL w okręgu Wrocław II, zasiadając w Komisji Handlu Zagranicznego.
Pochowany 12 maja 1973 na Cmentarzu Osobowickim we Wrocławiu.

## Odznaczenia
- Krzyż Kawalerski Orderu Odrodzenia Polski
- Złoty Krzyż Zasługi
- Srebrny Krzyż Zasługi (1955)[2]
- Medal 10-lecia Polski Ludowej (1955)[3]